# RPG (язык программирования)
RPG (Report Program Generator) — язык программирования, синтаксис которого был изначально сходен с командным языком механических табуляторов компании IBM. Был разработан для облегчения перехода инженеров, обслуживавших эти табуляторы, на новую технику и переноса данных, первоначально был реализован для IBM 1401. Широко использовался в 1960-х и 1970-х годах.
Наиболее распространённой версией языка, по всей видимости, являлась RPG II.
Компания IBM продолжает поддержку языка и в настоящее время, так как на нём написан громадный объём кода, который невыгодно переводить на другие языки программирования.
В версии RPG IV, выпущенной в 2001 году, введены элементы объектного программирования.
Кроме мэйнфреймов и машин AS/400 от IBM, RPG был реализован на платформах Digital VAX, Sperry Univac BC/7, Univac system 80, Siemens BS2000, Burroughs B1700, Hewlett Packard HP3000, ICL 2900 series, Honeywell 6220, WANG VS, IBM PC (DOS).
Компилятор Visual RPG, разработанный сторонним производителем, обеспечивает работу под Windows и поддержку GUI. Существуют также реализации для OpenVMS и других, более экзотических платформ.

## Пример кода
```
      * "F" (file) specs define files and other i/o devices
     FARMstF1   UF   E        K     Disk    Rename(ARMST:RARMST)

      * "D" specs are used to define variables and parameters
      * The "prototype" for the program is in a separate file
      * allowing other programs to call it
      /copy cust_pr
      * The "procedure interface" describes the *ENTRY parameters
     D getCustInf      PI
     D  pCusNo                        6p 0   const
     D  pName                        30a
     D  pAddr1                       30a
     D  pAddr2                       30a
     D  pCity                        25a
     D  pState                        2a
     D  pZip                         10a
      /free
        // The "chain" command is used for random access of a keyed file
        chain pCusNo ARMstF1;

        // If a record is found, move fields from the file into parameters
        if %found;
           pName  = ARNm01;
           pAddr1 = ARAd01;
           pAddr2 = ARAd02;
           pCity  = ARCy01;
           pState = ARSt01;
           pZip   = ARZp15;
        endif;
       
      // RPG makes use of switches.  One switch "LR" originally stood for "last record"
      //LR actually flags the program and its dataspace as removable from memory.
        *InLR = *On;
      /end-free
 
```